# Hundeschule
In Hundeschulen lernen Hund und Hundehalter unter fachkundiger Anleitung, miteinander umzugehen und zu kommunizieren und in ihrem sozialen Umfeld möglichst konfliktfrei zu agieren.

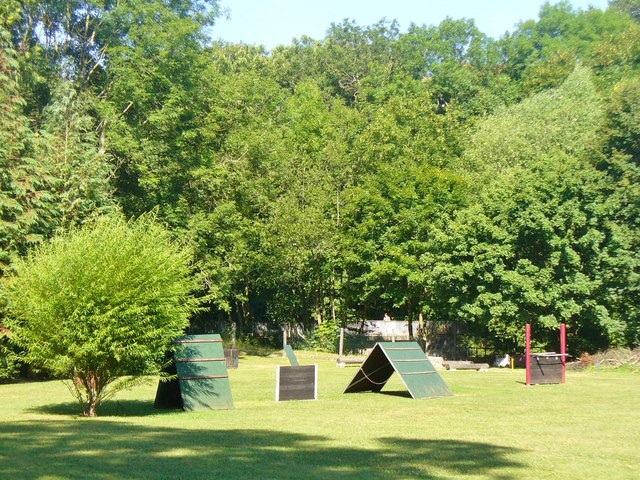
Hundeschule in Weimar

## Ziele und Methoden
Der Hund soll im Rahmen der Hundeerziehung das Ausführen verschiedener Kommandos erlernen. Der Hundehalter soll gleichzeitig lernen, diese Kommandos auf eine für den Hund verständliche Art und Weise zu geben. Es ist dadurch möglich, auch „schwierige“ Hunde zu erziehen und das richtige Einwirken auf solche Hunde zu erlernen, sodass auch in „schwierigen“ Hund-Halter-Konstellationen das weitere Zusammenleben von Hund und Halter ermöglicht werden kann.
Während eines Lehrgangs in der Hundeschule wird der Hund auch Kontakt mit anderen Hunden aufnehmen, was sich positiv auf sein Sozialverhalten auswirken kann.
Es gibt Schulen, die auf so genannten Hundeplätzen ausbilden; oft – aber nicht in jedem Fall – wird daneben die Möglichkeit geboten, in der freien Natur oder auch in geeigneten Räumlichkeiten miteinander zu trainieren.

## Welpenschule
In der Welpenzeit des Hundes läuft neben der grundlegenden körperlichen vor allem die charakterliche Entwicklung, also die Prägung bzw. Sozialisation, ab. Die wichtigste, weil Erziehungsgrundlagen setzende Phase der Hundeerziehung findet somit bereits in den sogenannten Welpenschulen statt.
Im Welpenkurs sollen dem Welpenbesitzer auch ein artgerechter Umgang mit dem Hund und die Umsetzung von positiver Welpenerziehung und Welpenprägung vermittelt werden. Dem Hundehalter wird ein Basiswissen über Hundeverhalten, Körpersprache des Hundes, biologisches Lernverhalten des Hundes und artgerechten Aufbau der Hundeerziehung vermittelt. Der Welpenbesitzer lernt sowohl die Theorie als auch die praktische Umsetzung mit dem Welpen (Welpengruppe). Der Welpe soll lernen, sich anderen Hunden und Menschen gegenüber richtig zu verhalten („Sozialverhalten“), und er wird mit verschiedenen Umweltreizen bekannt gemacht, welchen er in seinem späteren Leben begegnen wird (dazu gehören unter anderem verschiedene Arten von Lärm, Menschen aller Altersgruppen, Radfahrer, Jogger, das Element Wasser, Überwinden kleinerer Hindernisse, verschiedene visuelle Reize). Das spielerische Erlernen der Grundbegriffe der Hundeerziehung zu einem alltagstauglichen Familienhund wird von Beginn an geübt (beispielsweise das Herankommen auf Rufen, Leinenführigkeit, „Sitz“, „Platz“).

## Zertifizierung
Prinzipiell unterliegt die Selbstbezeichnung als Hundeschule oder Hundetrainer keinen behördlichen oder rechtlichen Vorgaben. Jeder darf sich also ohne weiteres als Hundetrainer oder Hundeschule bezeichnen.
In der Bundesrepublik Deutschland müssen seit dem 1. August 2014 alle Personen, die gewerbsmäßig für Dritte Hunde ausbilden oder die Ausbildung der Hunde durch den Tierhalter anleiten wollen, eine Genehmigung durch das örtliche Veterinäramt einholen (§ 11 Abs. 1 Nr. 8f Tierschutzgesetz). Die Erteilung dieser Genehmigung ist unter anderem an den Nachweis der Sachkunde gebunden.
In Schleswig-Holstein bietet die Landestierärztekammer seit 2007 eine behördlich anerkannte Zertifizierung für Hundetrainer an, Niedersachsen folgte 2011. Geprüft werden theoretisches Fachwissen und die praktische Arbeit mit dem Hund.